# Deutsche Bahn Gründungsgesetz
Das Deutsche Bahn Gründungsgesetz vom 27. Dezember 1993 behandelt die Ausgliederung des unternehmerischen Bereichs des Bundeseisenbahnvermögens und die Umwandlung in eine Aktiengesellschaft. Es trat als Artikel 2 des Eisenbahnneuordnungsgesetz am 1. Januar 1994 in Kraft.
Frühestens in drei Jahren, spätestens in fünf Jahren nach ihrer Eintragung im Handelsregister sind aus der Deutsche Bahn AG die Bereiche „Personennahverkehr“, „Personenfernverkehr“, „Güterverkehr“ und „Fahrweg“ in neu gegründete Aktiengesellschaften auszugliedern. 
Gegenstand des Unternehmens der Gesellschaft ist
- das Erbringen von Eisenbahnverkehrsleistungen zur Beförderung von Gütern und Personen
- das Betreiben der Eisenbahninfrastruktur; dazu zählen insbesondere die Planung, der Bau, die Unterhaltung sowie die Führung der Betriebsleit- und Sicherheitssysteme
- Geschäftstätigkeiten in dem Eisenbahnverkehr verwandten Bereichen.

Im zweiten Abschnitt des Gesetzes wird die Überleitung des Personals behandelt.